# SELECTION20 高中正義
『SELECTION20 高中正義』（セレクション20 たかなかまさよし）は、日本のギタリストである高中正義が1988年6月5日にリリースしたミニ・ベストアルバムである。

## 概要
高中正義が1985年に東芝EMIに移籍して以降のシングル楽曲4曲を収録した8cmCDサイズのミニ・ベストアルバムで、シングル「エピダウロスの風」が初めてアルバムに収録された。
アルバムジャケットは、1987年に発売されたシングル「BAD CHICKEN」（7インチシングル盤）の流用である。

## 収録曲
| 全作曲・編曲: 高中正義。 |                                  |            |            |                                  |      |
| #                        | タイトル                         | 作詞       | 作曲・編曲 | 収録作品                         | 時間 |
| 1.                       | 「渚・モデラート」               | リリカ新里 | 高中正義   | アルバム『TRAUMATIC 極東探偵団』 | 4:35 |
| 2.                       | 「SHAKE IT」                     | リリカ新里 | 高中正義   | アルバム『JUNGLE JANE』          | 5:11 |
| 3.                       | 「エピダウロスの風」             | リリカ新里 | 高中正義   | シングル「エピダウロスの風」     | 4:36 |
| 4.                       | 「Bad Chicken (バッド・チキン)」 |            | 高中正義   | アルバム『RENDEZ-VOUS』          | 5:12 |
| 合計時間:                | 合計時間:                        | 合計時間:  | 合計時間:  | 19:34                            |      |